# Julian Glover
Julian Wyatt Glover (Londra, 27 marzo 1935) è un attore britannico.

## Biografia
Nella sua lunga carriera Glover ha preso parte a diversi film di successo. Compare in L'Impero colpisce ancora (1980), nel ruolo del generale imperiale Maximilian Veers. È stato uno dei tanti villain antagonisti di James Bond in Solo per i tuoi occhi (1981), dove interpreta il ruolo di Aris Kristatos.
Il suo ruolo più famoso è quello di Walter Donovan, lo spietato e cinico alleato di Adolf Hitler nel film Indiana Jones e l'ultima crociata (1989): celebre la scena della sua morte, quando beve da un falso Santo Graal, invecchia e si decompone in modo spaventosamente rapido, trasformandosi in polvere.
Nel film Harry Potter e la camera dei segreti (2002) fa un piccolo cameo vocale  prestando la sua voce al mostruoso ragno di Rubeus Hagrid Aragog. In Troy (2004) interpreta Triopa. Nel 2010 a Londra interpreta Fagin nel musical Oliver!.
Dal 2011 al 2016 interpreta il Gran Maestro Pycelle nella serie televisiva Il Trono di Spade.

## Filmografia parziale

### Cinema
- Tom Jones, regia di Tony Richardson (1963)
- La ragazza dagli occhi verdi (Girl with Green Eyes), regia di Desmond Davis (1964)
- Poirot e il caso Amanda (The Alphabet Murders), regia di Frank Tashlin (1965)
- I Was Happy Here, regia di Desmond Davis (1966)
- Il teatro della morte (Theatre of Death), regia di Samuel Gallu (1967)
- L'astronave degli esseri perduti (Quatermass and the Pit), regia di Roy Ward Baker (1967)
- Gioco perverso (The Magus), regia di Guy Green (1968)
- Alfredo il Grande (Alfred the Great), regia di Clive Donner (1969)
- I cinque disperati duri a morire (The Last Grenade), regia di Gordon Flemyng (1970)
- Cime tempestose (Wuthering Heights), regia di Robert Fuest (1970)
- Nicola e Alessandra (Nicholas and Alexandra), regia di Franklin Schaffner (1971)
- All'ombra delle piramidi (Antony and Cleopatra), regia di Charlton Heston (1972)
- Gli ultimi 10 giorni di Hitler (Hitler: The Last Ten Days), regia di Ennio De Concini (1973)
- Luther, regia di Guy Green (1974)
- Il fantino deve morire (Dead Cert), regia di Tony Richardson (1974)
- Progetto micidiale (The Internecine Project), regia di Ken Hughes (1974)
- Juggernaut, regia di Richard Lester (1974)
- L'Impero colpisce ancora (The Empire Strikes Back), regia di Irvin Kershner (1980)
- Solo per i tuoi occhi (For Your Eyes Only), regia di John Glen (1981)
- Calore e polvere (Heat and Dust), regia di James Ivory (1983)
- Quarto protocollo (The Fourth Protocol), regia di John Mackenzie (1987)
- Grido di libertà (Cry Freedom), regia di Richard Attenborough (1987)
- Safari rosso sangue (Tusks), regia di Tara Moore (1988)
- Indiana Jones e l'ultima crociata (Indiana Jones and the Last Crusade), regia di Steven Spielberg (1989)
- Sua maestà viene da Las Vegas (King Ralph), regia di David S. Ward (1991)
- La chance, regia di Aldo Lado (1994)
- Vatel, regia di Roland Joffé (2000)
- Harry Potter e la camera dei segreti (Harry Potter and the Chamber of Secrets), regia di Chris Columbus (2002) - Voce di Aragog
- Troy, regia di Wolfgang Petersen (2004)
- Scoop, regia di Woody Allen (2006)
- Riflessi di paura (Mirrors), regia di Alexandre Aja (2008)
- The Young Victoria, regia di Jean-Marc Vallée (2009)
- U.F.O., regia di Dominic Burns (2012)
- The Laureate, regia di William Nunez (2021)
- Nessuno deve sapere (L'Ombre d'un mensonge), regia di Bouli Lanners (2021)
- Tár, regia di Todd Field (2022)

### Televisione
- Missione segreta (Espionage) – serie TV, episodio 1x12 (1964)
- Il Santo (The Saint) – serie TV, episodio 2x20 (1964)
- Agente speciale (The Avengers) – serie TV, episodi 5x07-6x31 (1967-1969)
- Spazio 1999 (Space: 1999) – serie TV, episodio 1x05 (1976)
- Kim, regia di John Howard Davies – film TV (1984)
- L'isola del tesoro (Treasure Island), regia di Fraser Clarke Heston – film TV (1990)
- L'ispettore Barnaby (Midsomer Murders) – serie TV, episodio 1x01 (1997)
- Il Trono di Spade (Game of Thrones) – serie TV, 31 episodi (2011-2016)
- Grantchester – serie TV, 1 episodio (2016)
- The Crown – serie TV, episodio 3x05 (2019)

## Doppiatori italiani
Nelle versioni in italiano delle opere in cui ha recitato, Julian Glover è stato doppiato da:
- Cesare Barbetti in Tom Jones, Il teatro della morte, Progetto micidiale, Indiana Jones e l'ultima crociata
- Bruno Alessandro in Enrico VIII, The Young Victoria, Tár
- Sandro Iovino in Solo per i tuoi occhi, Grido di libertà
- Sergio Graziani in La ragazza dagli occhi verdi
- Manlio De Angelis in Poirot e il caso Amanda
- Gianfranco Bellini in L'astronave degli esseri perduti
- Bruno Persa in Alfredo il Grande
- Pino Colizzi in Gli ultimi 10 giorni di Hitler
- Emilio Cappuccio in Enrico V
- Omero Antonutti in Dombey & figlio
- Carlo Reali in Sua Maestà viene da Las Vegas
- Michele Kalamera in La chance
- Rino Bolognesi in Vatel
- Glauco Onorato in Troy
- Massimo Rinaldi in Scoop
- Dante Biagioni in Riflessi di paura
- Dario Penne ne Il Trono di Spade
- Toni Orlandi in Nessuno deve sapere
- Francesco Prando in Enrico V (ridoppiaggio)

Da doppiatore è sostituito da:
- Renato Mori in Harry Potter e la camera dei segreti